# Sebastian Husak
Sebastian Husak (* 1993 in Hamburg) ist ein deutscher Filmschauspieler und Filmregisseur.

## Karriere
Husak begann seine Karriere bereits als Kinderschauspieler, als er 2004 in einer Folge von Bella Block mitspielte. Darauf folgten weitere Nebenrollen in Fernsehfilmen und Fernsehserien. Seit 2014 studiert er Spielfilmregie an der Hochschule für Fernsehen und Film München. Während des Studiums führte er bei den drei Kurzfilmen Rhythmus, Ein Passagier und Oktopus und Muräne. Dazwischen übernahm er bis 2022 immer wieder Positionen als Regieassistent. Im Jahr 2025 drehte er sein Langfilmdebüt Bubbles, das am 1. Juli beim Filmfest München Premiere feierte. Damit ist er für die Förderpreise im Wettbewerb Neues Deutsches Kino nominiert. Neben der Regie übernahm Husak Drehbuch und Schnitt. Im Film geht es um ein Pärchen im Urlaub am Wattenmeer, wo sie auf einen Jugendfreund treffen, der mittlerweile in einer anderen Filterblase lebt. Der Film soll im Herbst 2025 in die Kinos kommen.

## Filmografie (Auswahl)
Schauspieler
- 2004: Bella Block (Fernsehserie, 1 Folge)
- 2005: Talk to Me (Fernsehkurzfilm)
- 2006: Die Pirateninsel – Familie über Bord (Fernsehfilm)
- 2006: Der Seehund von Sanderoog (Fernsehfilm)
- 2007: Da kommt Kalle (Fernsehserie, 1 Folge)
- 2008: Eine kleine Anekdote (Kurzfilm)
- 2009: Die Pfefferkörner (Fernsehserie, 1 Folge)
- 2011: Notruf Hafenkante (Fernsehserie, 2 Folgen)
- 2012: SOKO Wismar (Fernsehserie, 1 Folge)
- 2013: Arnes Nachlass (Fernsehfilm)
- 2015: Der Lehrer (Fernsehserie, 1 Folge)
- 2017: Plody mraku (Kurzfilm)

Filmstab
- 2015: Rhythmus (Kurzfilm)
- 2017: Ein Passagier (Kurzfilm)
- 2020: Oktopus und Muräne (Kurzfilm)
- 2022: Fett und Fett (Fernsehserie, 6 Folgen, Regieassistenz)
- 2022: Idyll (Kurzfilm, Schnitt)
- 2025: Bubbles (Regie, Buch, Schnitt)

## Hörspiele (Auswahl)
- 2007: Paul Ingendaay: Warum du mich verlassen hast (1. Teil) (Robert Kind) – Bearbeitung und Regie: Norbert Schaeffer (Hörspielbearbeitung – NDR)[8]

## Auszeichnungen (Auswahl)
- 2023: Deutscher Kamerapreis als Bester Nachwuchseditor
- 2025: Filmfest-München-Nominierung in den Kategorien des Förderpreises Neues Deutsches Kino für Bubbles